# The Three Mesquiteers
The Three Mesquiteers é um filme norte-americano de 1936, do gênero faroeste, dirigido por Ray Taylor e estrelado por Robert Livingston, Ray 'Crash' Corrigan e Syd Saylor.

## A produção
Entre 1936 e 1943, a Republic Pictures produziu uma série de 51 faroestes B com os Three Mesquiteers, personagens criados pelo escritor William Colt MacDonald. Este foi o primeiro deles e o único que teve Syd Saylor como um dos protagonistas. Seu papel foi depois assumido por Max Tehune, Raymond Hatton, Rufe Davis e Jimmie Dodd.
Como tornou-se comum nas outras produções da série, o faroeste onde os atores se movimentam é contaminado por elementos modernos: a ação é ambientada após a Primeira Guerra Mundial e granadas e uma motocicleta fazem parte do arsenal de que se valem os heróis para levar os criminosos às barras da lei.
Muito popular, a série teve várias formações. O próprio John Wayne, antes da fama, participou de oito aventuras.
Os Mesquiteers já haviam cavalgado pelas pradarias do Velho Oeste em duas outras oportunidades, ambas lançadas no ano anterior, com elencos totalmente diferentes: Law of the 45's e Powdersmoke Range.

## Sinopse
Estamos em 1919. Três amigos, veteranos da Grande Guerra, dirigem-se ao Novo México para tentar a sorte como rancheiros. Acabam em meio a uma disputa de terras entre criadores de gado.

## Elenco
| Ator/Atriz           | Personagem     |
| -------------------- | -------------- |
| Robert Livingston    | Stony Brooke   |
| Ray 'Crash' Corrigan | Tucson Smith   |
| Syd Saylor           | Lullaby Joslin |
| Kay Hughes           | Marian Bryant  |
| J. P. McGowan        | Brack Canfield |
| Al Bridge            | Olin Canfield  |
| Frank Yaconelli      | Pete           |
| John Merton          | Bull           |
| Gene Marvey          | Bob Bryant     |
| Milburn Stone        | John           |